# Местнораздражающие средства
Местнораздражающие средства — применяемые наружно и энтерально лекарственные препараты, содержащие в своём составе вещества, способные раздражать чувствительные нервные окончания кожи и слизистых оболочек. В результате происходит расширение кровеносных сосудов и, как следствие, улучшение трофики тканей в месте воздействия и улучшение оттока жидкости лекарственного вещества, а также подавление болевых импульсов, возникающее в результате возникновения «отвлекающего» эффекта.
Местнораздражающие средства, помимо местного действия, отказывают также и общее (резорбтивное) действие на организм, путём образования и высвобождение эндогенных биологически активных веществ (БАВ). Имеются научно доказанные сведения, что раздражающее действие на рецепторы кожи и слизистых оболочек сопровождается выделением эндорфинов, кининов, гистамина, простагландинов, оказывающих местное сосудорасширяющее действие. Находящиеся в коже рецепторы способны избирательно реагировать на определённые виды раздражения, например болевое или температурное, что приводит к определённым рефлекторным реакциям. В сегментарно расположенных внутренних органах (в том числе мышцах) аналогичный процесс также способствует разрешению патологического процесса. Исходя из этого, следует учитывать способность лекарственных средств данной группы в определённой степени попадать в общий кровоток и, тем самым, влиять на различные регуляторные процессы организма (нейромедиаторные, иммунные реакции).

## Общая характеристика
Для местнораздражающих средств характерны рефлекторное, трофическое и нейрогуморальное действие на организм.
Для оказания рефлекторного действия препараты данной группы применяются местно, путём нанесения на здоровый участок кожи, который имеет сопряжённую иннервацию с поражённым органом или тканью. Данный способ основан на реализации «отвлекающего эффекта»: источником возникающего патологического раздражения служит очаг воспаления, из которого посредством нервных импульсов в ответственный за иннервацию данной области сегмент спинного мозга передаётся информация, поступающая далее в центральную нервную систему (ЦНС). В нервных центрах происходит формирование стойкого очага возбуждения — доминанты. Местнораздражающие средства, действующие вещества которых представляют собой источник дополнительного раздражения, инициируют создание нового потока импульсов в нервные центры с другим назначением — происходит снижение восприятие афферентной импульсации от внутренних органов. В ЦНС временно начинает действовать новая доминанта, что ведёт к снижению активности предыдущей, вызванной патологическими раздражителями, и, как следствие, к их исчезновению или снижению интенсивности воздействия. Функционирование нового доминантного очага преобразует процессы кровоснабжения и питания поражённого органа, что и ведёт к затуханию воспалительного процесса. Несмотря на гипотетичность данного механизма действия, имеются научные доказательства (физиологические и клинические) возможности взаимодействия двух типов импульсов: висцеральных и соматических. Также предполагается, что под действием раздражающих веществ происходит выделение энкефалинов, оказывающих анальгетический эффект. Общее рефлекторное действие характеризуется повышением активности дыхательного и сосудодвигательного центра продолговатого мозга при действии на рецепторы тройничного и языкоглоточного нервов.
Трофическое действие осуществляется путём активации симпатической иннервации поражённой ткани или органа, происходящей в результате раздражения чувствительных рецепторов кожных покровов. Передача в ЦНС осуществляется путём кожно-висцерального рефлекса. Имеются научные предположения, согласно которым возбуждение может распространяться от кожи к тканям и органам с помощью аксон-рефлекса, действующего посредством разветвлений постганглионарных синаптических волокон. Способствуют ускорению разрешению патологического процесса и высвобождающиеся БАВ, например, гистамин, брадикинин.
Нейрогуморальное действие обусловлено действием БАВ, образующихся в очаге раздражения, а также усилением афферентной импульсации, поступающей от нейронов ретикулярной формации. Происходит высвобождение антиноцицептивных факторов, продукция ноцицептивных медиаторов снижается, а секреция рилизинг-гормонов, таких как адренокортикотропный гормон (АКТГ), тиреотропный гормон (ТТГ), наоборот, повышается, что оказывает противовоспалительное действие.
Стоит помнить, чрезмерное по длительности воздействие местнораздражающих средств способно привести к патологическим процессам, поэтому применение данных препаратов должно быть строго дозированным.
Местнораздражающие средства обладают широким спектром применения. Их используют в комплексной терапии воспалительных заболеваний суставов и мышц, для лечения невритов и невралгий, артритов, миозитов, острой и хронической патологий органов дыхания, некоторых гинекологических заболеваний, травм и ушибов, а а также при ряде других патологий.

## Классификация препаратов
Средства растительного происхождения:
- средства, содержащие эфирные масла (листья мяты перечной, семена горчицы, плоды перца стручкового и другие)[13][5];
- горечи (настойка горькая, трава золототысячника, корень одуванчика и другие)[14].

Средства животного происхождения:
бадяга, желчь медицинская.
Средства, содержащие аммиак:
раствор аммиака, линимент аммиачный, капли нашатырно-анисовые, грудной эликсир
Препараты, содержащие яды пчёл и змей:
например, Апифор, Апизартрон, Унгапивен.
Синтетические средства:
например, Антипсориатикум, Псориазин, Финалгон.

## Средства, содержащие эфирные масла

### Общая характеристика
Эфирные масла представляют собой летучие, с характерным запахом и вкусом, маслоподобные (маслянистые), нерастворимые в воде, в основном бесцветные или слегка окрашенные многокомпонентные смеси жидкостей, которые образуются в растениях. Термин «эфирные масла», произошедший от лат. quinta essentia (пятая сущность, квинтэссенция, эфир) был введён в XVI веке швейцарским врачом и естествоиспытателем Парацельсом. Эфирные масла, содержание которых зависит от почвенных и климатических условий, времени года и возраста растений, могут находится как в свободном состоянии, так и в виде гликозидов.
В настоящее время известно около 3000 видов растений, содержащих эфирные масла. Различают и называют их по наименованию растений, из которых получают, например: мятное, лавандовое, розовое. Каждое из них представляет смесь нескольких (часто более) отдельных химических соединений — терпенов и их производных (терпеноидов). Терпены представляют собой углеводороды и характерны тем, что в молекулах у них много ненасыщенных углеродных связей, которые обусловливают высокую химическую активность этих веществ.
В состав эфирных масел также входят ароматические соединения, предельные и непредельные углеводороды, альдегиды, органические кислоты и спирты, их сложные эфиры, а также гетероциклические соединения, амины, лактоны, фенолы, органические сульфиды, оксиды.
Для производства эфирных масел применяются различные растения. Те из них, которые содержат высокие концентрации летучих веществ и широко используются на практике, называют эфиромасличными растениями.

### Мята перечная
Мята перечная (лат. Menthae piperitae) — вид рода Мята (Mentha) семейства Яснотковые (Lamiaceae), представляет собой травянистое растение, с прямостоячим ветвистым стеблем, горизонтальным ветвистым корневищем и тонкими мочковатыми корнями. Листья супротивные, черешковые, от яйцевидно-продолговатые до продолговато-ланцетных, зубчатые. В них содержится эфирное масло (масло мяты перечной), дубильные, смолистые и многие другие вещества, в том числе ряд кислот (валериановая, аскорбиновая, уксусная, кофейная, хлорогеновая, урсоловая, олеаноловая). Масло у растений данного вида бесцветное, с желтоватым или зеленоватым оттенком, освежающим запахом и холодящим вкусом. Действующие вещества мяты перечной обладают противомикробным, желчегонным, мочегонным и ветрогонным действием, оказывают седативный, противовоспалительный и спазмолитический эффекты.
Масло мяты перечной (лат. Oleum Menthae piperitae) содержит в своём составе около 50 % ментола, 4-9 % эфиров ментола с уксусной и валериановой кислотами и другие вещества. Применяется как освежающее и антисептическое средство, входит в состав полосканий, зубных порошков и паст, а также является составным компонентом корвалола. Согласно данным проведённого специалистами Schmerzklinik (Киль, Германия) рандомизированного, двойного слепого, плацебо контролируемого исследования, был установлен анальгезирующий эффект 10 % спиртового раствора масла мяты перечной при терапии головной боли напряжённого типа. Антимикробная активность масла мяты перечной была подтверждена индийскими специалистами A.K. Tyagi и A. Malik в отношении таких бактерий как кишечная палочка (лат. Escherichia coli), синегнойная палочка (лат. Pseudomonas aeruginosa), сенная палочка (лат. Bacillus subtilis), золотистый стафилококк (лат. Staphylococcus aureus) и Pseudomonas fluorescens. Группой исследователей из Бразилии, изучавших антимикробную активность эфирных масел в отношении Clostridium perfringens, было найдено подтверждение для масла мяты перечной.
Листья мяты перечной выпускаются в следующих лекарственных формах:
- настой из листьев мяты перечной (Infusum foliorum Menthae piperitae) применяется для борьбы с тошнотой, как желчегонное и спазмолитическое средств;
- листья мяты перечной входят в состав желчегонного чая (Species cholagogae) — смесь из цветков бессмертника песчаного, листьев трилистника, листьев мяты перечной и плодов кориандра[37], способствующая выведению желчи, оказывает противовоспалительное и спазмолитическое действие, восстанавливает кишечную моторику и улучшает аппетит;
- брикеты листьев мяты перечной (Briketum foliorum Menthae piperitae) используются для приготовления на водяной бане;
- листья мяты перечной также входят в состав сбора ветрогонного (Species carminativae) — смеси равных частей измельчённых листьев мяты, плодов фенхеля и корневищ с корнями валерианы, применяемая при метеоризме;
- входят в состав успокоительного сбора (Species sedativae), изготавливаемого из корневищ валерианы, листьев мяты перечной и трилистника водяного, а также шишек хмеля. Применяется данный сбор при нервном возбуждении, бессоннице, неврозах сердечно-сосудистой системы, спазмах желудочно-кишечного тракта.

Из листьев мяты перечной также изготавливаются следующие лекарственные средства:
- таблетки мятные (Tabulettae olei Menthae piperitae) — назначаются при тошноте, рвоте, спазме гладких мышц;
- настойка из листьев мяты перечной (Tinctura Menthae piperitae) — применяется при тошноте, рвоте, невралгиях, а также для улучшения вкуса микстур;
- вода мяты перечной (Aqua Menthae piperitae) — для полосканий ротовой полости, а также для улучшения вкуса микстур;
- капли зубные — состоят из мятного масла, настойки валерианы и камфоры; применяются при зубной боли[30].

### Ментол
Ментол (лат. (Mentholum) является основным компонентом эфирного масла мяты перечной. Представляет собой бесцветные кристаллы, имеющие характерный запах и холодящий вкус. Практически не растворяется в воде. Получают данное лекарственное средство из мятного масла. Ментол обладает противомикробным, раздражающим (воздействуя на холодовые рецепторы), сосудосуживающим (способен уменьшать отёчность в месте нанесения), отвлекающим и анестезирующим действием. Применяется при воспалительных заболеваниях верхних дыхательных путей (фарингите — воспалении слизистой глотки, ларингите — воспалении слизистой гортани, трахеите — воспалении слизистой трахеи) для смазывания и в виде ингаляций; невралгиях (болях по ходу нерва), миалгиях (болях в мышцах) и артралгиях (суставных болях) — для растираний; в виде аппликаций для лечения зудящих дерматозов; при стенокардии (область применения обусловлена способностью ментола рефлекторно расширять коронарные сосуды, и, тем самым, купировать приступ). При мигренях (приступах сильной головной боли) используется в виде ментолового карандаша (Stilus Mentholi). Возможно применение раствора ментола в качестве средства с успокаивающим эффектом — как отдельно, так и в сочетании с другими седативными растительными средствами (например, препаратами валерианы).
Ментол входит в состав следующих лекарственных средств:
- масло ментоловое (лат. Oleum Mentholi) — 1-2 % раствор ментола в вазелиновом масле, представляет собой бесцветную маслянистую жидкость с запахом ментола. Применяется в виде капель при рините (воспалении слизистой носа);
- бороментол (лат. Boromentholum) — комбинированный препарат, состоящий собой мазь, в состав которой входят ментол, борная кислота и вазелин. Применяется при кожном зуде, невралгии, рините как антисептическое и болеутоляющее средство для смазывания кожи и слизистых оболочек[42];
- таблетки «Пектусин» (лат. Tabulettae «Pectusinum») содержат в своём составе ментол и эвкалиптовое масло. Применяются для рассасывания при воспалительных процессах верхних дыхательных путей;
- капли «Эвкатол» (лат. Guttae «Eucatolum») состоят из ментола, настойки эвкалипта и 90 % спирта. Назначается для полосканий горла при воспалительных заболеваниях верхних дыхательных путей;
- Меновазин (лат. Menovasinum) представляет собой бесцветную прозрачную жидкость с запахом ментола, содержащую ментол, новокаин, бензокаин и 70 % спирт этиловый. Применяется наружно при невралгиях, миалгиях, артралгиях, дерматозах (поражениях кожи);
- мазь «Гэвкамен» (лат. Unguentum «Geucamenum») содержит в своём составе ментол (или ментоловое масло), камфору, масло гвоздичное, парафин и вазелин. Назначается при невралгиях, миалгиях для растираний болезненных участков;
- аэрозоль «Камфомен» (лат. Aerosolum «Camphomenum») состоит из ментола, камфорного или касторового масла, фурацилина, оливкового масла и спирта этилового. Применяется для лечения ринитов и фарингитов;
- Ингакамф (лат. Inhacamfum) — карманный ингалятор, содержащий пропитанный смесью камфоры, ментола, метилсалицилата и эвкалиптового масла кусочек ткани, применяется при ринитах;
- мазь «Эфкамон» (лат. Unguentum «Efcamonum») применяется при артритах, миозитах (воспалительных процессах в мышцах), невралгиях. Состоит из камфоры, гвоздичного, эвкалиптового и эфирного горчичного масел, ментола, метилсалицилата, настойки стручкового перца, тимола и хлоралгидрата, спирта коричного, парафина, спермацета и вазелина. Лекарственное действие проявляется в виде сосудорасширяющего действия (чувство теплоты), которое способствует улучшению местного кровообращения;
- смесь для ингаляций (лат. Mixtio pro inhalationibus) содержит в своём составе ментол, настойки эвкалипта и глицерина, а также спирт этиловый. Применяется для ингаляций при воспалительных заболеваниях верхних дыхательных путей[42].

Также ментол входит в состав капель Зеленина (относятся к группе сердечных гликозидов, содержат ментол, настойки ландыша, валерианы и красавки, применяется при неврозах), капель Вотчала (микстура, содержащая настойки валерианы и ландыша, раствор нитроглицерина и ментол или валидол, применяется для улучшения переносимости нитроглицерина при лёгких приступах стенокардии) и аэрозоля Каметон (применяется при обострении хронических заболеваний носа, глотки и гортани).
При применении L-изомера ментола препарат обычно называют Левоментолом (Levomenthol).
- Кармоловое масло представляют собой комбинированный препарат растительного происхождения. В его состав входят следующие компоненты: левоментол, масла китайского коричника, лаванды, цветков гвоздики, шалфея, цитронеллы, мускатного ореха, травы тимьяна обыкновенного, лимона и аниса, а также вспомогательные вещества — вода очищенная и спирт этиловый. В качестве местнораздражающего средства используется наружно при воспалительных процессах в мышцах, суставах, острых болях в пояснично-крестцовой области.

### Валидол
Валидол (лат. Validolum) — 25 % раствор ментола в ментиловом эфире изовалериановой кислоты. Представляет собой прозрачную бесцветную маслянистую жидкость с характерным ментоловым запахом. Обладает седативным и рефлекторным сосудорасширяющим действием. Применяется при неврозах, истериях, в комплексной терапии стенокардии, в качестве противорвотного средства при морской и воздушной болезнях, а также для лечения вегетососудистой дистонии. Возможно применение в виде 5-10 % спиртового раствора местно при кожном зуде и укусах насекомых. Однако, информация о валидоле как о лекарственном средстве отсутствует в документах EMA, и данный препарат не входит в перечень допущенных FDA медикаментов.

### Эвкалипт
Эвкалипт (лат. Eucalýptus) — род древесных растений (деревьев и кустарников) семейства Миртовые (Myrtaceae). Листья эвкалипта содержат от 0,3 до 4,5 % эфирного (эвкалиптового) масла, основной компонент которого — цинеол (до 80 %), а также дубильные вещества, галлотанины, кумаровая и коричная кислоты.
В медицинских целях используются листья дерева эвкалипта прутовидного, а также листья и свежие концевые ветви таких видов эвкалипта как Eucalyptus smithii, Eucalyptus polybractea и Eucalyptus globulus (эвкалипт шаровидный), богатые 1,8-цинеолом. Эфирное масло получают путём паровой дистилляции и ректификации. Отвары, настои и масло эвкалипта, применяются как антисептические средства для полоскания горла и ингаляций (в том числе, паровых) при заболеваниях верхних дыхательных путей, свежих и инфицированных ран, в виде примочек и для промываний — при заболеваниях женских половых органов. Кроме того, масло эвкалипта обладает антипиретическим, спазмолитическим и мочегонным свойствами.
Масло эвкалиптовое (лат. Oleum Eucalypti) содержит в своём составе не менее 60 % цинеола, пинен и другие вещества. Представляет собой бесцветную или желтоватую легкоподвижную жидкость с характерным запахом. Применяется при воспалительных заболеваниях верхних дыхательный путей в виде полосканий и ингаляций. Согласно исследованию, проведённому специалистами Essential Oils Research Institute при University of Kashan (Кашан, Иран), эфирное масло Eucalyptus largiflorens и Eucalyptus intertexta обладает антимикробной и антигрибковой активностью к ряду микроорганизмов.
Листья эвкалипта прутовидного выпускаются в виде следующих лекарственных форм:
- брикет листьев эвкалипта (лат. Bricetum folii Eucalypti) — измельчённые листья в виде брикета, разделённого на 10 одинаковых долек, размерами 120х65х10 см и массой по 100 г. Используется для приготовления отваров;
- настойка эвкалипта (лат. Tinctura Eucalypti) — настойка в соотношении 1:5 на 70 % спирте. Представляет собой прозрачную зеленовато-бурую жидкость со своеобразным запахом. Назначается при воспалительных процессах верхних дыхательных путей и горла как антисептическое и противовоспалительное средство, в качестве успокаивающего средства, а также при нарушениях сна и лёгких формах неврозов и неврастенических расстройств.

Листья эвкалипта входят в состав аэрозоля Ингалипт, таблеток Пектусин, капель Эвкатол, мази Эфкамон.

### Горчица сарептская и горчица чёрная
Для изготовления лекарственных средств на основе семян горчицы, используются два вида растений: горчица сарептская (лат. Brássica júncea) и горчица чёрная (лат. Brássica nígra) — травянистые растения, виды рода Капуста (Brassica) семейства Капустные (Brassicaceae).
Семена горчицы содержат в своём составе около 30 % жирного масла, фермент мирозин и гликозид синигрин. Из семян горчицы, обладающих местнораздражающим и противовоспалительным действием, изготавливается эфирное горчичное масло (лат. Oleum Sinapis aethereum).
Горчичники (лат. Charta Sinapis, Charta Sinapisata) — листы бумаги, покрытые горчичной мукой, получаемой из жмыха горчицы сарептской. При смачивании тёплой водой ощущается запах горчичного масла — в результате стимулируемого мирозином расщепления синигрина. Порошок горчицы сарептской обладает согревающим и отвлекающим действием, вызывает прилив крови и углубление дыхания, способен повышать аппетит и усиливать выделение желудочного сока.
Горчичники применяются при заболеваниях органов дыхания, невралгиях, стенокардии (на область сердца). Повреждение целостности кожных покровов, пиодермия, псориаз, мокнущая экзема и нейродермит являются противопоказаниями для наружного применения препаратов на основе семян горчицы. Возможно применение горчичного эфирного масла в форме горчичного спирта (2 % спиртовой раствор эфирного масла) как отвлекающего средства при воспалительных процессах и ревматизме. Выпускаются также в виде Горчичник-пакета (размером 13х12х0,5 см), представляющего собой пакет из непромокаемой пористой бумаги.

### Камфора
Камфора (лат. Camphora) — терпеноид (кислородосодержащее органическое соединение, образованное из изопреновых звеньев), кетон терпенового ряда, представляет собой бесцветные легколетучие кристаллы с характерным запахом, плохо растворимые в воде, хорошо — в малополярных органических растворителях, в том числе в спиртах. Камфора входит в состав масел камфорного лавра (Cinnamonum camphora), базилика, розмарина, полыни.
Препараты камфоры применяются в зависимости от лекарственной формы:
- масло камфорное (лат. Solutio Camphore) — для растираний при артритах, ревматизме;
- мазь камфорная (лат. Unguentum Camphoratum) — для растираний при мышечных болях, ревматизме (системном воспалительном заболевании соединительной ткани), артритах (боли в суставах);
- спирт камфорный (лат. Spiritus Camphorathum) — как антисептическое и местноанестезирующее средство, с целью улучшения местного кровообращения в коже применяется для растираний и предупреждения пролежней[12].
- раствор камфоры и салициловой кислоты спиртовой (лат. Solutio Camphorae et salicylici spirituosa) — состоит из камфоры, салициловой кислоты и спирта;
- Камфоцин (лат. Camphocinum) — линимент, содержащий в своём составе камфору, салициловую кислоту, масло касторовое и терепентинное очищенное, метилсалицилат и настойку стручкового перца[66].

### Перец стручковый
Перец стручковый (лат. Cápsicum ánnuum) — вид травянистых растений рода Capsicum семейства Паслёновые (Solanaceae), сельскохозяйственная овощная культура. Сорта перца стручкового делят на сладкие и горькие. Последним, известным как красный перец, острый вкус придаёт алкалоид капсаицин.
В фармакологии используются высушенные зрелые плоды стручкового перца (лат. Fructus Capsici) из семейства Пасленовые (Solanaceae). Раздражающее действие и горький вкус семян обуславливает содержание в них гликозида капсаицина, который используется для лечения мигрени и кластерных головных болей
Из семян стручкового перца изготавливаются следующие лекарственные средства:
- настойка перца стручкового (лат. Tinctura Capsici) в соотношении 1:10 на 90 % спирте, назначается при невралгии, радикулите, миозите для растирания как раздражающее и отвлекающее средство;
- мазь от обморожения (лат. Unguentum contra congelationem) — содержит настойку перца стручкового, муравьиную кислоту, масло камфорное касторовое, нашатырный спирт, мыло зелёное, ланолин, вазелин. Применяется для профилактики обморожений;
- Капситрин (Capsitrinum) — состоит из настойки перца стручкового, 20 % раствора аммиака, настойки зверобоя, мыла зелёного и 60 % спирта;
- линимент перцово-аммиачный (лат. Linimentum Capsici ammoniatum) — в состав входят настойка перца стручкового, спирт камфорный и раствор аммиака;
- линимент перцово-камфорный (лат. Linimentum Capsici camphoratum) — содержит настойку перца стручкового и спирт камфорный;
- пластырь перцовый (лат. Emplastrum Capsici) — применяется как болеутоляющее средство при радикулите (воспалении корешков спинного мозга), невралгии, миозите, люмбаго (острой боли в пояснице)[69].

### Шалфей мускатный
Шалфей мускатный (лат. Salvia sclarea) — полукустарник, вид рода Шалфей (лат. Salvia) семейства Яснотковые (лат. Lamiaceae), экстракт которого называется салмусом. В надземной части растения содержится эфирное масло, которое представляет собой бесцветную или слегка желтоватую жидкость с очень своеобразным приятным запахом. Главной составной частью эфирного масла являются сложные эфиры (50—77 %), среди которых содержится линалилацетат. Кроме того, в масле содержатся линалоол, линалилфорнисат, α- и β-пинен, камфен, мирцен, лимонен, β-оцимен, n-цимол, аллооцимен, свободные органические кислоты, такие как муравьиная, уксусная, а также обнаружены сесквитерпеновые, ди- и тритерпеновые углеводороды.
В плодах содержится жирное масло, основным компонентом которого является линолевая кислота. В корнях содержатся кумарины. В соцветиях и листьях имеются ароматические смолы, органические кислоты (муравьиная, уксусная), сапонины, флавоноиды.
Растение обладает антибактериальными свойствами, содержит фитонциды. Кумарины из корней обладают противоопухолевым действием.
Применяется в виде ванн при невритах, радикулитах, люмбаго, неактивной фазе ревматоидного артрита, остеоартрозах.

### Терпентинное масло очищенное
Терпентинное масло представляет собой очищенный скипидар (эфирное масло, полученное из сосны обыкновенной (лат. Pinus silvestris). Содержит в своём составе α-пинен, представляющий собой липофильный терпен. Терпентинное масло оказывает местное раздражающее, болеутоляющее (отвлекающее) и антисептическое действие.
Применяется в виде мазей и линиментов для растираний при невралгиях, миалгиях, ревматизме. Возможно применение в виде ингаляций при гнойных заболеваниях лёгких. При пиодермиях и глубокой степени трихофитии препарат вводится внутримышечно.
- Скипидарная мазь (Unguentum Terebinthinae) состоит из очищенного терпентинного масла и консистентной эмульсии (вода-вазелин).
- Линимент скипидарный сложный (Linimentum olei Terebinthinae compositum) — состоит из очищенного терпентинного масла, хлороформа и беленного масла (содержит высушенные листья белены)[73].

### Пихта сибирская
Пихта сибирская (лат. Ábies sibírica) является представителем рода Пихта семейства Сосновые. Путём перегонки из хвои получают масло, содержание которого составляет от 0,8 до 4,75 процентов. В хвое также содержится аскорбиновая кислота, достигающая максимальной концентрации в апреле. Содержание эфирного масла и смолы в смоляных карманах достигает 30 и 70 процентов соответственно.
Пихтовое масло обладает такими свойствами как местнораздражающее, противовоспалительное и обезболивающее. Применяется при радикулопатиях, миозитах, артропатиях, синовитах, а также при растяжениях мышц и сухожилий в качестве согревающего средства.

### Бальзам «Золотая звезда»
Бальзам «Золотая звезда» (лат. Balsamum «Stella Auraria»), выпускаемый в виде мази, раствора для наружного применения и лекарственного карандаша, представляет собой комбинированный препарат, действующими веществами которого являются масло цветков гвоздики, масло коры китайского коричника, масло листьев мяты перечной и эвкалипта, камфора и левоментол. Бальзам обладает местнораздражающим и отвлекающим действием, местно оказывает слабое противовоспалительное действие, а также имеет антисептический эффект, что обусловлено находящимися в составе эфирными маслами и терпеновыми производными. Применяется бальзам в комплексном лечении острых респираторных заболеваний, для купирования головной боли, при головокружении и укусах насекомых (лекарственный карандаш — при рините).

## Горечи

### Общая характеристика
Горечи — лекарственные средства растительного происхождения, содержащие в своём составе вещества, обладающие горьким вкусом и способные раздражать вкусовые рецепторы слизистых оболочек полости рта и языка. Рефлекторным путём горечи вызывают увеличение секреции желудочного сока, тем самым, повышая аппетит и улучшая пищеварение. Областью применения горечей являются состояния, связанные с недостаточной активностью ферментной системы пищеварительной системы, например при гипоацидных (с пониженной кислотностью) и хронических атрофических гастритах, анорексии на фоне нервных заболеваний. Назначаются горечи также после перенесённых оперативных вмешательств.
Содержащие горечи растения подразделяются на горько-ароматические (ароматические, горько-пряные), к которым относятся корневища аира, трава тысячелистника и полыни, чистые горечи, представленные травой золототысячника, листьями вахты трёхлистной, корнями одуванчика и горечавки и слизесодержащие горечи, содержащиеся в цетрарии исландской. Не стоит забывать, что применение горечей ограничено противопоказаниями, к которым относятся повышенная желудочная секреция, язва желудка и/или двенадцатиперстной кишки, а также рефлюкс-эзофагит (спонтанный, регулярно повторяющийся заброс в пищевод желудочного и/или дуоденального содержимого).

### Настойка горькая
Настойка горькая (лат. Tinctura amara) содержит в своём составе траву золототысячника, листья трилистника водяного, корневища аира, траву полыни горькой и плоды кориандра (лат. Fructus Coriandri), настоянные на 40 % спирте.

### Золототысячник
Золототысячник (лат. Centáurium) — род травянистых растений семейства Горечавковые (лат. Gentianaceae). Трава этого растения (лат. Herba Centaurii), собираемая в фазу цветения, применяется в виде настоев (лат. Infusum) и отваров (лат. Decoctum), входит в состав настойки горькой, используется в лечении гипоацидных гастритов, диспептических расстройств, заболеваний гепатобилиарной системы.

### Полынь горькая
Полынь горькая (лат. Artemísia absínthium) — травянистое растение серебристого цвета, с сильным ароматным запахом и полынной горечью; вид рода Полынь семейства Астровые (Asteraceae). Для медицинских целей используют лист полыни горькой (лат. Folium Absinthii) и собранные до или в начале цветения листья и позднее цветущие облиственные верхушки (траву, лат. Herba Absinthii).
Трава и листья полыни горькой содержат гликозиды абсинтин и анабсинтин, эфирные масла, яблочную, янтарную и аскорбиновую кислоты, дубильные вещества, ортабсин, прохамазуленоген, кетолактоны А и В, оксилактон и артемизетин. Эфирное масло полыни горькой представляет собой густую жидкость синего или тёмно-зелёного цвета с горьким вкусом. В его состав входят туйон, туйиловый спирт, пинен, кадинен, фелландрен, β-кариофиллен, γ-селинен, β-бизаболен, куркумен и хамазуленоген. Применяется в виде настойки (Tinctura Absinthii — на 1 часть полыни горькой 5 частей спирта 70 %) для улучшения пищеварения, в том числе в качестве восстановительной терапии после тяжело протекающих заболеваний, в лечении нервной анорексии, гастритов со снижением кислотности, дискинезии желчевыводящих путей, протекающей по гипомоторному типу, а также при хроническом холецистите. В этих целях изготавливается и в форме настоя, чая, экстракта (Extractum Absinthii spissum — густой тёмно-бурой массы с ароматным запахом). Полынь горькая входит в состав аппетитного сбора и комбинированной настойки с мятой перечной.

### Подорожник
Подорожник (лат. Plantágo) — род трав, реже полукустарников семейства Подорожниковые (Plantaginaceae), ценное лекарственное растение. Подорожники обладают кровоостанавливающим, противовоспалительным и ранозаживляющим действиями — листья этого растения прикладываются к ране для обеззараживания и скорейшего заживления.
Сок подорожника (лат. Succus Plantaginis) представляет собой тёмную, немного мутноватую жидкость красно-бурого цвета с кисловатым вкусом и своеобразным ароматом. Применяется при анацидных гастритах (практически полном отсутствии кислой среды в желудке), хронических колитах (воспалительных процессах в кишечнике), воспалительных заболеваниях слизистых оболочек полости рта, верхних дыхательных путей, почек и мочевого пузыря. При заболеваниях желудка с повышенной кислотностью использование сока подорожника противопоказано.
Плантаглюцид состоит из листьев подорожника большого и смеси полисахаридов. Представляет собой серый порошок горьковатого вкуса. Оказывает спазмолитическое (расслабляет гладкие мышцы) и противовоспалительным действием. Применяется для лечения заболеваний желудка и двенадцатиперстной кишки с нормальной или пониженной кислотностью с лечебной целью и для исключения рецидивов.

### Одуванчик
Одуванчик лекарственный, или одуванчик полевой, или одуванчик аптечный, или одуванчик обыкновенный (лат. Taráxacum officinále) — вид рода Одуванчик семейства Астровые (лат. Asteraceae). С лечебной целью используют корни (лат. Radix Taraxaci), заготавливаемые ранней весной или поздней осенью, а также листья, траву и сок, которые запасают в июне. Корни одуванчика содержат терпеноиды, смолы, флавоноиды, горькие гликозиды и многие другие вещества.
Корни одуванчика применяют в виде чая для возбуждения аппетита, а также как мочегонное и желчегонное средство. Выпускается в виде пачек с измельчённым сырьём и в виде экстракта (Extractum Taraxici spissum) — густой массы бурого цвета, применяется для изготовления пилюль.

### Вахта трёхлистная, или трилистник водяный, или Трифоль
Вахта трёхлистная (лат. Menyánthes) — монотипный род семейства Вахтовые (лат. Menyanthaceae), представлен видом Вахта трёхлистная (лат. Menyanthes trifoliáta). В качестве лекарственного сырья используют листья растения (лат. Folium Menyanthidis), в которых были обнаружены флавоноиды (гиперазид и рутин), горькие гликозиды логанин, сверозид, мениантин, витамин С, дубильные вещества (3—7 %), алкалоид генцианин, аскорбиновая кислота, жирное масло, каротин и другие вещества, в подземных частях — сапонины, дубильные вещества, следы алкалоидов, инулин, бетулиновая кислота и другие вещества.
Листья вахты трёхлистной применяются в виде настоя, чая и густого экстракта для возбуждения аппетита и в качестве желчегонного средства. Входят в состав желчегонного чая и горькой настойки.

### Аир обыкновенный
| |
| |
| |
| Аир обыкновенный. Ботаническая иллюстрация из книги О. В. Томе Flora von Deutschland, Österreich und der Schweiz, Гера, 1885 |

Аир (лат. Ácorus) — род прибрежных, водных, преимущественно болотных, травянистых растений из монотипного семейства Аирные (Acoráceae). Корневища этого растения содержат в своём составе горькое вещество акорин, эфирное масло, дубильные вещества. В лекарственных целях используются корневища аира (лат. Rhizoma Calami) (лат. Rhizoma Calami), которые заготавливают осенью — в начале зимы, когда понижается уровень воды, или весной. Собранные корневища очищают от земли и моют в холодной воде, корни и листья обрезают, провяливают на воздухе несколько дней, затем корневища сушат, разложив в один слой. Корневища, предназначенные для фармацевтических целей, перед сушкой очищают от наружной коры.
Для аира обыкновенного характерны такие свойства как антибактериальное, антимикотическое, антипротозойное и иммуномодулирующее. Лекарственные средства на основе корневищ аира назначаются при нарушении аппетита, в качестве средства для улучшения пищеварения, в комплексной терапии гастритов, язвы желудка и двенадцатиперстной кишки. Применяется в виде настоя, входит в состав горькой настойки, желудочно-кишечного сбора, комбинированных пероральных препаратов для лечения заболеваний желудочно-кишечного тракта (ЖКТ). Эфирное масло аира обыкновенного может применяться в комбинации с другими действующими веществами в целях профилактики и лечения почечнокаменной и желчнокаменной болезней.

### Горечавка золотистая
Корни горечавки золотистой (лат. Gentianella aurea) содержат ряд иридоидов, таких как амарогентин, генциопикрин, генциомарин и генциин, различные алкалоиды, масло, пектиновые вещества. Обладает стимулирующим действием на аппетит, раздражая пищевой центр и усиливая секреторные и моторные функции ЖКТ.

### Цетрария исландская
Цетрария исландская (лат. Lichen islandicus) — кустистый лишайник, представитель семейства Пармелиевые (Parmeliaceae). В лечебных целях используются высушенные слоевища, содержащие полисахариды, лишайниковые кислоты, витамины, соли, слизи, йод. Применяется в виде отваров, настоев и настоек. Слоевища цетрарии исландской оказывают возбуждающее действие на аппетит, обладают противорвотным, противопотным и бактерицидным действием.

### Сбор аппетитный
Сбор аппетитный (лат. Species amarae) состоит из травы полыни горькой и травы или цветков тысячелистника (Achilléa). Используется как средство, возбуждающее аппетит.

## Средства животного происхождения

### Бадяга
Бадяги (лат. Spongilla) являются представителями семейства пресноводных кремнероговых губок, скелет которых состоит из кремнезёмных спикул и состоящих из спонгина волокон. Собранная летом бадяга, отмытая и высушенная, представляет собой содержащие поры лёгкие и хрупкие фрагменты серо-жёлтого или серо-зелёного цвета. Бадяга оказывает местнораздражающее действие, которое обусловлено наличием в составе кремниевых иголок. Применяется бадяга в лечении миалгий, связанных с ревматическими поражениями артралгиях, невралгиях, радикулопатиях, а также при ушибах и кровоподтёках.

### Желчь медицинская
Желчь медицинская представляет собой эмульсию жёлто-коричневого, тёмно-коричневого или зелёного цвета с характерным запахом. Полученный из желчи крупного рогатого скота и свиней препарат обладает местнораздражающим действием, что способствует использованию медицинской желчи для лечения болей в суставах и мышцах, при условии сохранения целостности кожных покровов.

## Средства, содержащие аммиак
Аммиак (нитрид водорода) — химическое соединение с формулой NH3, при нормальных условиях представляет собой бесцветный газ с резким характерным запахом.
Раствор аммиака (лат. Solutio Ammonii caustici, Liquor Ammonii caustici) — летучая жидкость, имеющая характерный запах и сильную щелочную реакцию. Применяется в медицине в виде раствора, содержащего 9,5-10,5 % аммиака. Используется как средство для возбуждения дыхания при обмороке путём рефлекторной стимуляции дыхательного и сосудодвигательного центров за счёт воздействия на окончания тройничного нерва. Раствор аммиака обладает также антисептическим (наружно при кожных заболеваниях) и рвотным действием (при приёме внутрь). Возможно применение данного лекарственного средства в виде примочек при укусах насекомых. Раствор аммиака также применяется для приготовления следующих лекарственных препаратов:
- нашатырно-анисовых капель (лат. Liquor ammonii anisatus) представляют собой бесцветную или слегка желтоватую жидкость, состоящую из масла анисового (Oleum Anisi), раствора аммиака и 90 % спирта этилового; применяются как отхаркивающее средство при бронхите[105][16][106];
- грудного эликсира (лат. Elixir pectoralis) — состоит из экстракта солодкового густого, масла эфирного анисового, аммиака водного и спирта этилового; применяется как отхаркивающее средство[107];
- аммиачного линимента (лат. Linimentum ammoniatum) — состав: масло подсолнечное, раствор аммиака, олеиновая кислота; применяется для растираний при невралгиях, миозитах (воспалительных процессах в скелетных мышцах)[15].

Следует помнить, что аммиак является токсичным веществом, поэтому применять его в составе лекарственных средств требуется с большой осторожностью. Вдыхание его паров в больших концентрациях может привести к резкому снижению частоты сердечных сокращений и остановке дыхания.

## Средства, содержащие яды пчёл и змей

### Общая характеристика
Препараты, которые содержат в своём составе яды пчёл и змей, применяются как болеутоляющие, противовоспалительные, противоаллергические и рассасывающие средства (при рубцовых поражениях тканей). Лечебный эффект обеспечивается раздражающим действием на рецепторы кожи и рефлекторными реакциями, а также специфическим (в том числе, иммунологическим) действием содержащихся в ядах пчёл и змей веществ с высокой биоактивностью, например, гистамина, ряда микроэлементов, органических кислот, разнообразных ферментов (гиалуронидазы, фосфолипазы А). Применение данных лекарственных средств вызывает как местную (гиперемию, местная гипертермию, отёчность тканей), так и общую (недомогание, озноб, головную боль) реакции организма. Для предупреждения осложнений необходим тщательный подбор препаратов и контроль индивидуальной чувствительности организма к ним.
Существует ряд общих противопоказаний к применению лекарственных средств данной группы:
- аллергия
- беременность
- заболевания почек, печени и поджелудочной железы (в том числе сахарный диабет)
- новообразования
- тяжёлые инфекции
- сепсис и острые гнойные заболевания
- недостаточность кровообращения (при нарушении её компенсации)
- психические заболевания
- кахексия (общее истощение)
- болезни коры надпочечников
- туберкулёз[109]

### Средства, содержащие пчелиный яд
Пчелиный яд (апитоксин) — продукт секреторной деятельности желёз рабочих пчёл. Представляет собой прозрачную, слегка желтоватую жидкость, горькую и жгучую на вкус, со своеобразным резким ароматическим запахом. В состав пчелиного яда входит ряд биологически активных веществ, которые можно разделить на три группы. Первая из них — это белки с ферментативными свойствами, среди которых фосфолипаза A2 (фермент, который гидролизует фосфолипиды), гиалуронидаза (группа ферментов, способных расщеплять кислые мукополисахариды, в том числе гиалуроновую кислоту) и кислая фосфатаза (фермент, катализирующий распад молекул с отсоединением их фосфатных групп). Вторая группа — токсические полипептиды: мелитин (основной компонент пчелиного яда (содержание около 50 %), апамин, МСD-пептид, тертиапин, секапин. В качестве минорных компонентов присутствуют гистаминсодержащие пента- и тетрапептиды, например прокамин. Третья группа состоит из биогенных аминов, таких как гистамин (медиатор аллергических реакций и регулятор многих физиологических процессов), дофамин (нейромедиатор с рядом функций, в том числе используется мозгом для оценки и мотивации действий; «гормон удовольствия») и норадреналин («медиатор бодрствования»). Сравнительно недавно в пчелином яде были описаны α-глюкозидаза, р-галактозидаза, фосфомоноэстераэа и некоторые другие ферменты. Лечение с помощью препаратов на основе пчелиного яда называется апитерапией, и применяется при полиартрите инфекционной природы, тромбофлебите, хронической экземе, мигрени, трофических язвах.
Терапия препаратами, в состав которых входит апитоксин, противопоказана при индивидуальной непереносимости, в острой фазе инфекционных заболеваний, при тяжёлой патологии печени и почек, при наличии новообразований, психических нарушений, а также во время беременности.
Апифор (лат. Apiphorum) — препарат, содержащий в своём составе лиофилизат (высушенное в специальных условиях вещество) пчелиного яда. Применяется для электрофореза при полиартритах, миозитах, деформирующих спондилоартритах, пояснично-крестцовых радикулитах, заболеваниях периферических сосудов без гнойного воспаления, келоидных рубцах после ожогов, операций. Способ применения — электрофорез. При лечении апифором следует следить за состоянием кожи (при повышенной чувствительности к препарату могут возникнуть аллергические проявления в виде крапивницы, сильного зуда, насморка, чихания) и функцией почек.
Апизартрон (лат. Apisarthronum)  представляет собой мазь желтовато-белого или белого цвета, состоящую из пчелиного яда, метилсалицилата, аллилизотиоцианата, вазелина и воды. Применяется данное лекарственное средство при ревматизме, радикулите, миалгии для натираний в месте наибольшей болезненности.
Унгапивен (лат. Ungapivenum) — мазь белого цвета, с желтоватым или сероватым оттенком. Назначается при артритах, артрозах, радикулите, остеохондрозе, миалгиях, миозитах, люмбаго в качестве обезболивающего и противовоспалительного средства.

### Средства, содержащие змеиный яд
Змеиный яд — сложная смесь органических и неорганических веществ (белки, аминокислоты, жирные кислоты, ферменты (гидролазы, протеазы, нуклеазы, фосфонуклеазы, каталазы, оксидазы), микроэлементы), вырабатываемые железами некоторых видов змей. Определённые змеиные яды нашли своё применение в медицине — на их основе изготавливается ряд лекарственных средств с болеутоляющей и противовоспалительной активностью:
Випраксин (лат. Vipraxinum) представляет собой водный раствор яда гадюки обыкновенной с добавлением глицерина. Применяется путём внутрикожного введения в очаг болезненности при невралгиях, артритах, артралгиях, миозитах. Следует помнить, что випраксин, как и препараты пчелиного яда, может вызывать индивидуальную гиперчувствительную реакцию организма.
Випросал В (лат. Viprosalum В) выпускается в виде мази, содержащей яд гюрзы (или яд гадюки обыкновенной), с добавлением камфоры, салициловой кислоты, глицерина, парафина и воды. Представляет собой кремообразную массу белого или желтоватого цвета с запахом пихты и камфоры. Применяется наружно (втирается досуха в болезненные места) при рематических болях, радикулите, люмбаго, миозитах. Кроме общих противопоказаний, применение випросала не допускается при поражении целостности кожи и гнойничковых заболеваниях.
Наяксин (лат. Najaxinum) — предназначенный для внутрикожного и внутримышечного введения водный раствор, содержащий яд среднеазиатской кобры, с добавлением натрия хлорида и новокаина. Лекарственное действие препарата схоже с таковым у випраксина. Применяется при пояснично-крестцовом радикулите, невралгиях, невритах.
Нижвасил (лат. Nizhivasilum) представляет собой мазь, содержащую яд гюрзы, салициловую кислоту, пихтовое или терпентинное масло и камфору. Применяется при ушибах, люмбаго, радикулите, ревматических болях путём нанесения тонким слоем в болезненных местах.
Препараты, содержащие змеиный яд, следует хранить в прохладном, защищённом от света месте.

## Синтетические средства

### Муравьиный спирт
Муравьиный спирт (лат. Spiritus Acidi formici) представляют собой прозрачную бесцветную жидкость с характерным запахом, содержащую муравьиную кислоту и 70 % спирт. Применяется наружно для растираний при миозитах и невралгиях. После высыхания спирта для укрепления эффекта накладывается сухой компресс. Выпускается также смесь в соотношении 1:1 спирта муравьиного камфорного.

### Хлороформ
Хлороформ (лат. Chloroformium) — бесцветная, прозрачная, тяжёлая, подвижная, летучая жидкость со своеобразным запахом и сладковатым жгучим вкусом. В качестве местнораздражающего средства для наружного применения в смеси с метилсалицилатом, скипидаром и другими средствами для растираний при невралгиях, миозитах.
Хлороформ входит в состав линимента хлороформного сложного (Linimentum chloroformii compositum) с беленным маслом. Препарат представляет собой прозрачную маслянистую жидкость с запахом хлороформа, применяется для растираний.
Хлороформ используется также в приготовлении ряда экстемпоральных лекарственных средств (ex tempore):
- с добавлением масла подсолнечника (Oleum Helianthi) для приготовления линимента — для растирания кожи при невралгиях;
- для изготовления линимента с добавлением масла подсолнечника и метилсалицилата (лат. Methylii salicylatis) — для растирания кожи при воспалительных процессах;
- в качестве противорвотного средства с добавлением настойки валерианы (лат. Tinctura Valerianae) и этилового спирта (лат. Spiritus aethylici);
- для изготовления противодымной смеси — с добавлением этилового спирта и этилового эфира (лат. Aetheris aethylici), а также раствора аммиака; применяется для вдыхания при поражении дыхательных путей раздражающими арсинами[119].

### Хлоробутанол гидрат
Хлоробутанол гидрат (лат. Chlorobutanoli hydras) представляет собой бесцветные кристаллы или белый кристаллический порошок, имеющий запах камфоры. В качестве местнораздражающего средства обладает умеренно отвлекающим, противовоспалительным и антисептическим действием, применяется для лечения ран, язв, воспалительных процессов в виде присыпок или примочек.
Хлоробутанол гидрат с добавлением этилового спирта, глицерина, алюминия ацетата (жидкости Бурова) и воды дистиллированной используется в качестве примочек при зуде (ex tempore), а также выпускается для ингаляций с добавлением камфоры, ментола, вазелинового и эвкалиптового масла (лат. Chlorobutanoli hydras pro inhalationibus) — для лечения воспалительных заболеваниях верхних дыхательный путей.

### Финалгон
Финалгон (лат. Finalgonum) — бесцветная или желтовато-коричневая мазь с лимонным запахом. Содержит в своём составе ванилилноамид пеларгоновой кислоты (нонивамид) и бутоксиэтиловый эфир никотиновой кислоты (никобоксил), которые вызывают расширение капилляров (местная реакция — покраснение кожи). Финалгон обладает болеутоляющим (отвлекающим) и противовоспалительным действием. Назначается при болях в мышцах и суставах, тендовагинитах (воспаление внутренней (синовиальной) оболочки фиброзного влагалища сухожилия мышцы), люмбаго, невритах, ишиалгии (боль по ходу седалищного нерва). Применяется наружно для нанесения на болезненные участки кожи в виде аппликаций и накрывается тёплой тканью. Препарат нельзя наносить на участки кожи с повреждением их целостности, при повышенной чувствительности кожи избегать смачивания после нанесения лекарственного средства. Следует избегать попадания на слизистые оболочки. При индивидуальной непереносимости препарат следует отменить.

### Антипсориатикум
Антипсориатикум (лат. Antipsoriaticum) — мазь, содержащая в своём составе трихлорэтиламин и мазевую основу — вазелин. Трихлоэтиламин представляет собой вещество кожно-нарывного действия, поэтому необходимо строгое соблюдение дозирования препарата, во избежание неблагоприятных последствий в виде образования пузырей и язв, а также не допускать попадание препарата на слизистые оболочки. Механизм действия антипсориатикума изучен недостаточно, вероятно имеют место такие процессы, как раздражение рецепторов, а также взаимодействие с белками кожи и влияние на ферментные системы.
Применяется антипсориатикум наружно при разных формах стационарной стадии псориаза, а также при гнёздной алопеции путём втирания в области поражения.
Следует знать, что существует ряд противопоказаний для лечения данным препаратом:
- аллергия
- дерматиты
- псориаз в прогрессирующей стадии
- заболевания печени и почек
- заболевания кроветворных органов
- склонность к пиодермии

С большой осторожностью препарат применяется при псориатической эритродермии.

### Псориазин
Псориазин (лат. Psoriasinum) — мазь белого или жёлтого цвета, содержащая в своём составе дихлодиэтилсульфат и вазелин. Дихлодиэтилсульфат, как и трихлоэтиламин, относится к веществам кожно-нарывного действия, поэтому при лечении псориазином следует придерживаться аналогичных мер безопасности, как и при использовании антипсориатикума. Псориазин применяется для лечения псориаза в стационарной стадии и гнёздного облысения. Следует помнить, что до начала регулярного применения препарата, к нему следует определить индивидуальную чувствительность.

### На русском языке
- Астафьев В.А. Основы фармакологии с рецептурой. — М.: Кнорус, 2013. — 544 с. — ISBN 978-5-406-01064-8.
- Блинова К. Ф. и др. Ботанико-фармакогностический словарь: Справ. пособие / Под ред. К. Ф. Блиновой, Г. П. Яковлева. — М.: Высш. шк., 1990. — 272 с. — ISBN 5-06-000085-0.
- Большая российская энциклопедия : [в 35 т.] / гл. ред. Ю. С. Осипов. — М. : Большая российская энциклопедия, 2004—2017.
- Виноградов В. М., Каткова Е. Б. Фармакология с рецептурой: учебник для медицинских и фармацевтических учреждений среднего профессионального образования / Под ред. В. М. Виноградова. — СПб.: СпецЛит, 2016. — 647 с. — ISBN 978-5-299-00613-1.
- том II // Государственная фармакопея Республики беларусь. — Минск: РУП «Центр экспертиз и испытаний в здравоохранении» МЗ РБ, 2007. — 471 с.
- Дебу К. И., Менделеев Д. И. Эфирные масла // Энциклопедический словарь Брокгауза и Ефрона : в 86 т. (82 т. и 4 доп.). — СПб., 1890—1907.
- Жохова Е.В., Гончаров М.Ю., Повыдыш М.Н., Деренчук С.В. Фармакогнозия. — М.: ГЭОТАР-Медиа, 2016. — 544 с. — ISBN 978-9704-3688-2.
- Карпук В.В. Фармакогнозия. — Минск: БГУ, 2011. — 340 с. — ISBN 978-985-518-430-1.
- Конорев М.Р., Крапивко И.И., Рождественский И.А. том 1 // Курс лекций по фармакологии в 2-х томах. — Витебск: ВГМУ, 2019. — 180 с. — ISBN 978-985-466-938-0.
- Клиническая фармакология / Под ред. В.Г. Кукеса. — 3-е изд., перераб. и доп.. — М.: ГЭОТАР-медиа, 2006. — С. 781—782. — 944 с. — ISBN 5-9704-0287-7.
- Машковский М. Д. ч. 1 // Лекарственные средства. — Минск: Беларусь, 1987. — 543 с.
- Машковский М. Д. Лекарственные средства. — М.: Новая волна, 2010. — 1216 с. — ISBN 978-5-7864-0218-7.
- Орлов Б. Н., Гелашвили Д. Б. Зоотоксинология (ядовитые животные и их яды). — М.: Высш. шк., 1985. — 280 с.
- Руководство по кардиологии / под ред. В.Н. Коваленко. — Киев: ННЦ «Институт кардиологии им. Н.Д. Стражеско» АМН Украины, 2008. — 1424 с. — ISBN 978-966-2066-09-8.
- Средства, влияющие на афферентную иннервацию / сост. Л. Б. Куклина, Л. Н. Минакина, О. П. Клёц, А. Д. Одинец. — Иркутск: ФГБОУ ВО ИГМУ МЗ РФ, кафедра фармакологии, 2017. — 60 с.
- Фармакология / под ред. Р.Н. Аляутдина. — М.: ГЭОТАР-МЕД, 2004. — 592 с. — ISBN 5-9231-0441-5.
- XXI // Флора СССР / под редакцией акад. В. Л. Комарова; Ред. тома Б. К. Шишкин.. — М.-Л.: АН СССР, 1954. — 543 с.
- Харкевич Д.А. Фармакология. — М.: ГЭОТАР-Медиа, 2006. — 736 с. — ISBN 5-9704-0264-8.
- Чабанова В. С. Фармакология. — Минск: Вышэйшая школа, 2013. — 447 с. — ISBN 978-985-06-2234-1.
- Эфирные масла // Большая Советская энциклопедия (в 30 т.) / Гл. ред. А. М. Прохоров. — 3-е изд. — М.: «Советская Энциклопедия», 1978. — Т. XXX. — 632 с.
- Эфирные масла // Большая Советская энциклопедия (в 30 т.) / Гл. ред. Б. В. Петровский. — 3-е изд. — М.: «Советская Энциклопедия», 1986. — Т. 28. — 544 с.

### На английском языке
- Biren N. Shah, A.K. Seth. Textbook of Pharmacognosy and Phytochemistry (англ.). — 1st Ed. — Kundli: ELSEVIER, 2010. — 578 p. — ISBN 978-81-312-2298-0.
- James A. Duke, Mary Jo Bogenschutz-Godwin, Judi duCellier, Peggy-Ann K. Duke. Handbook of Medicinal Herbs (англ.). — 2nd Ed. — Boca Raton, London, New York, Washington, D.C.: CRC Press, 2002. — 870 p. — ISBN 0-8493-1284-1.
- Vol. 2 // Monographs on Selected Medicinal Plants (англ.). — Geneva: World Health Organization, 2002. — 351 p. — ISBN 978-92-4-154537-2.
- Vol. 3 // Monographs on Selected Medicinal Plants (англ.). — World Health Organization, 2007. — 376 p. — ISBN 978-92-4-154702-4.
- Sujata Paul, El Bethel Lalthavel Hmar, James H. Zothantluanga, Hemanta Kumar Sharma. Essential oils: a review on their salient biological activities and major delivery strategies (англ.) // Science Vision. — 2020. — 30 June (vol. 20, no. 2). — P. 54—71.
- WHO monographs on medicinal plants commonly used in the Newly Independent States (NIS) (англ.). — World Health Organization, 2010. — 455 p. — ISBN 978-92-4-159772-2.